# ITF Vero Beach
Das ITF Vero Beach (offiziell: Vero Beach International Tennis Open) ist ein Tennisturnier der ITF Women’s World Tennis Tour, das in Vero Beach, Vereinigte Staaten ausgetragen wird.

## Siegerliste

### Einzel
| Jahr | Kategorie | Siegerin        | Finalgegnerin      | Ergebnis      |
| ---- | --------- | --------------- | ------------------ | ------------- |
| 2014 | $25.000   | Laura Siegemund | Gabriela Dabrowski | 6:3, 7:610    |
| 2020 | W25       | Daniela Seguel  | Tereza Mrdeža      | 7:5, 6:4      |
| 2022 | W25       | Sophie Chang    | Wera Lapko         | 6:1, 1:6, 6:2 |
| 2023 | W60       | Marie Benoît    | Emma Navarro       | 6:2, 7:5      |
| 2024 | W75+H     | María Carlé     | Gabriela Lee       | 6:4, 7:64     |

### Doppel
| Jahr | Kategorie | Siegerinnen                          | Finalgegnerinnen                               | Ergebnis         |
| ---- | --------- | ------------------------------------ | ---------------------------------------------- | ---------------- |
| 2014 | $25.000   | Irina Chromatschowa Allie Will       | Jacqueline Cako Sanaz Marand                   | 7:5, 6:3         |
| 2020 | W25       | Panna Udvardy Hsu Chieh-yu           | Irene Burillo Escorihuela Andrea Lázaro García | 7:5, 4:6, [10:7] |
| 2022 | W25       | Sophie Chang Allie Kiick             | Anna Rogers Christina Rosca                    | 6:3, 6:3         |
| 2023 | W60       | Francesca Di Lorenzo Makenna Jones   | Quinn Gleason Elixane Lechemia                 | 4:6, 6:3, [10:3] |
| 2024 | W75+H     | Allura Zamarripa Maribella Zamarripa | Hailey Baptiste Whitney Osuigwe                | 6:3, 3:6, [10:4] |

## Quelle
- ITF Homepage